# MOF Model to Text Transformation Language
Die MOF Model to Text Transformation Language (Mof2Text oder MOFM2T) ist ein Standard der Object Management Group (OMG) zur Beschreibung von Transformationen (Umwandlungen) von MOF-basierten Modellen (z. B. UML, SysML etc.) in Text. MOFM2T ist damit eine Modelltransformationssprache, um M2T-Transformationen zu formulieren. Ein Beispiel einer solchen Transformation ist das Erzeugen von Programmcode aus einem UML-Modell. Zurzeit liegt die Spezifikation der Sprache in der Version 1.0 vor. Innerhalb der Spezifikation wird die Sprache auch als MOF to Text Template Language bezeichnet.

## Implementierungen
Eine erste Implementierung des Standards ist das Werkzeug Acceleo, das im Umfeld des Eclipse-Frameworks entsteht.